# Thyrinteina
Thyrinteina là một chi bướm đêm thuộc họ Geometridae.